# Avstenit
Avstenít je trdna raztopina na osnovi gama-železa (Feγ). 
Gama-železo ima ploskovno centrirano kubično kristalno zgradbo in je obstojno med temperaturama 911 °C in 1394 °C. Vanj se lahko vgradijo atomi drugih elementov. V jeklih je to navadno ogljik, ki zasede vrzeli ali intersticije v njegovi kristalni mreži, ker je njegov premer precej manjši od atoma železa (intersticijska trdna raztopina). Atomi, ki so podobne velikosti kot železo ali večji, zamenjajo atome železa na mrežnih mestih (substitucijska trdna raztopina). Dodani elementi utrjujejo trdno raztopino - raztopinsko utrjanje (glej utrjanje kovin).
Avstenit je paramagneten.
Dodatek nekaterih elementov železu poveča stabilnost avstenita (ogljik, nikelj). To pomeni, da je avstenit obstojen v širšem temperaturnem in koncentracijskem območju. Takšne elemente imenujemo gamageni elementi.